# 漳溪河
漳溪河位于中华人民共和国福建省西南部和广东省东北部，是汀江左岸支流，发源于福建龙岩市永定区古竹乡洋竹村金丰群山麓，蜿蜒西南流经永定区古竹乡、湖坑镇、大溪乡、下洋镇、广东大埔县西河镇，于西河镇鸦雀坪转西北流，最后于大埔县茶阳镇注入汀江。河长97千米，河道比降7.89‰，流域面积825平方千米，河宽45～160米。漳溪河上游福建永定湖坑镇境内的洪坑土楼群是世界文化遗产福建土楼的重要组成部分。